# Conto alla rovescia

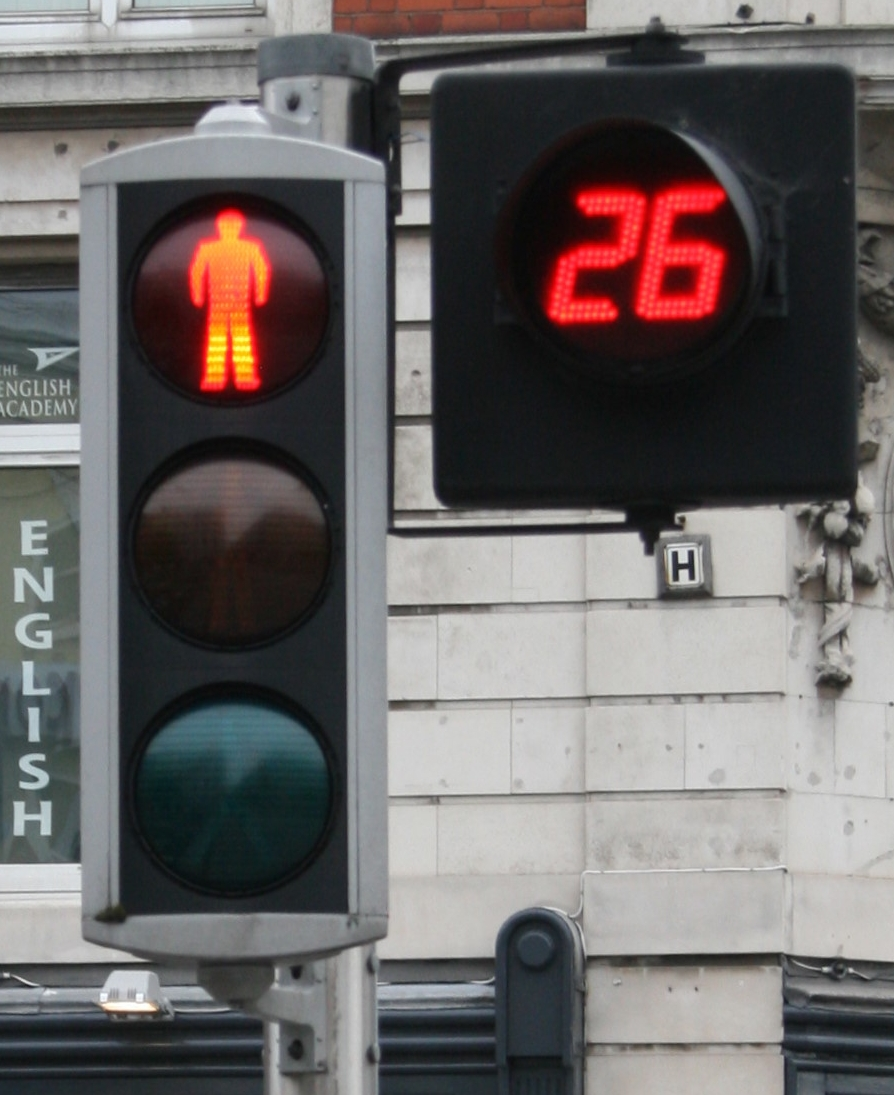
Semaforo a Berlino dotato di conteggio.

Il conto o conteggio alla rovescia (a volte riportato con il corrispettivo termine inglese countdown, anche riportato con la grafia count-down) è un conteggio inverso che serve a indicare il tempo rimasto prima che accada qualcosa.

## Storia
Secondo Smithsonian, prima degli anni sessanta e settanta del Novecento, «poca gente faceva i conti alla rovescia per qualsiasi cosa»; la rivista riporta tra i primi conteggi a ritroso quello citato nel film di Fritz Lang del 1929 Una donna nella luna e l'Orologio dell'apocalisse, inaugurato nel 1947 dalla Bulletin of the Atomic Scientists per calcolare il tempo rimasto prima che accada un'ipotetica fine del mondo a cui l'umanità sarà sottoposta. Negli anni seguenti, gli stessi scienziati contribuiranno all'inserimento del termine count down nel lessico dell'inglese americano.
I conteggi alla rovescia sono diventati una componente fondamentale in campo aerospaziale in quanto, prima della partenza di un veicolo, viene recitato un conto alla rovescia. Uno dei più famosi di questo tipo è quello che avvenne prima del lancio dell'Apollo 11 nel 1969, divenuto parte integrante di un evento epocale.
Negli anni settanta, i conti alla rovescia hanno rivestito un certo rilievo anche per ciò che riguarda i test nei poligoni nucleari.
Il conteggio alla rovescia viene oggi usato in molteplici ambiti. In tutto il mondo, si recitano i secondi rimanenti prima dell'avvento di un nuovo anno. Inoltre, i conteggi alla rovescia vengono usati prima degli eventi sportivi e i programmi televisivi.